# 雁行形態論

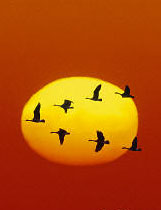
V字編隊で飛ぶ雁

雁行形態論（がんこうけいたいろん）とは経済発展の一般理論。「雁行型経済発展論」「Flying Geese Model」「flying geese pattern of development」などとも呼ばれる。赤松要(1896-1974)が提唱した。

## 概要
雁行形態論は、1935年（昭和10年）に赤松が発表した「吾国羊毛工業品の貿易趨勢」の中で提唱された。しかし同理論は、戦中・戦後を通じて長い間埋没した。
日本が高度経済成長真っ最中であった1961年（昭和36年）および1962年（昭和37年）に赤松が発表した英語論文、そして、1966年にハーバード大学のレイモンド・バーノンがプロダクト・サイクル論を提唱したことなどから注目を集めるようになった。赤松の門下生であった小島清(1920-2010)により同理論は拡充・精緻化された。
雁行形態論は様々な意味を持つが、共通しているのは後発国が先進国に追いつこう（キャッチアップ）とする発展プロセスである。

## 第1モデル
第1モデルは一国の雁行発展のモデル化である。基本型と副次型（変型とも）に分けて考えることができる。後に小島は基本型を「生産の能率化」、副次型を「生産の多様化、高度化」としている。
一国の経済を見ると、低付加価値の消費財はまず輸入され、次に輸入されたものと同じもの（輸入代替品）が生産されるようになり、最終的に輸出されるという産業発展のプロセスを経る。例えば布だとまずは輸入製品が国内市場に入り込む。その後、自国で生産するようになり、さらにその製品を輸出するようになる。このような産業の発展形態を雁行形態論の基本型と呼ぶ。
基本形が多くの場合に成立する説明としては、HOS理論に基づく小島清の説明などがあったが、本人が述懐設するようにその論理は複雑で理解しにくいものであった。しかし、2014年、塩沢由典が新しい国際価値論に基づく簡単で明瞭な説明を提起している。
また、その低付加価値の消費財を生産するための低付加価値の生産財も輸入、輸入代替品、輸出のプロセスを経て、更にその低付加価値の生産財を生産する高付加価値の生産財も同じようなプロセスをめぐり継起的に繰り返される。また、消費財を見ると低付加価値な消費財の輸入、輸入代替品の製造、輸出を追いかけるように高付加価値な消費財も同じプロセスをめぐる。例えば布が雁行形態論の基本型の発展形態を遂げる上で布を生産する機械をもまた基本型の発展形態を歩む。更にはその布を生産する機械を生産する機械も基本型の発展形態を歩む。このように順々に基本型発展形態が起こっていく様を雁行形態論の副次型と呼ぶ。

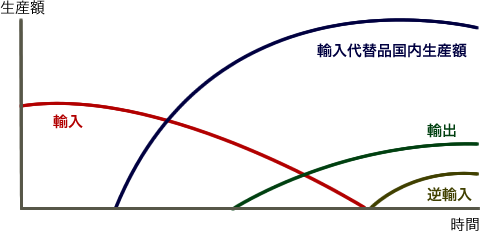
雁行形態論第1モデル副次型のイメージ図。輸入→輸入代替品の国内製造国内利用→輸出へと向かう。その後、第2モデルで説明する比較劣位が起こるので逆輸入が増える。

## 第2モデル
第2モデルは産業の拠点の移り変わりのモデル化である。
先進国は第1モデルの副次型を経て資本集約的産業を比較優位化させていく。比較劣位化された労働集約的産業は企業の直接投資を通じて後発国への生産拠点の移動を余儀なくされる。これを受け後発国の経済発展が起こる。

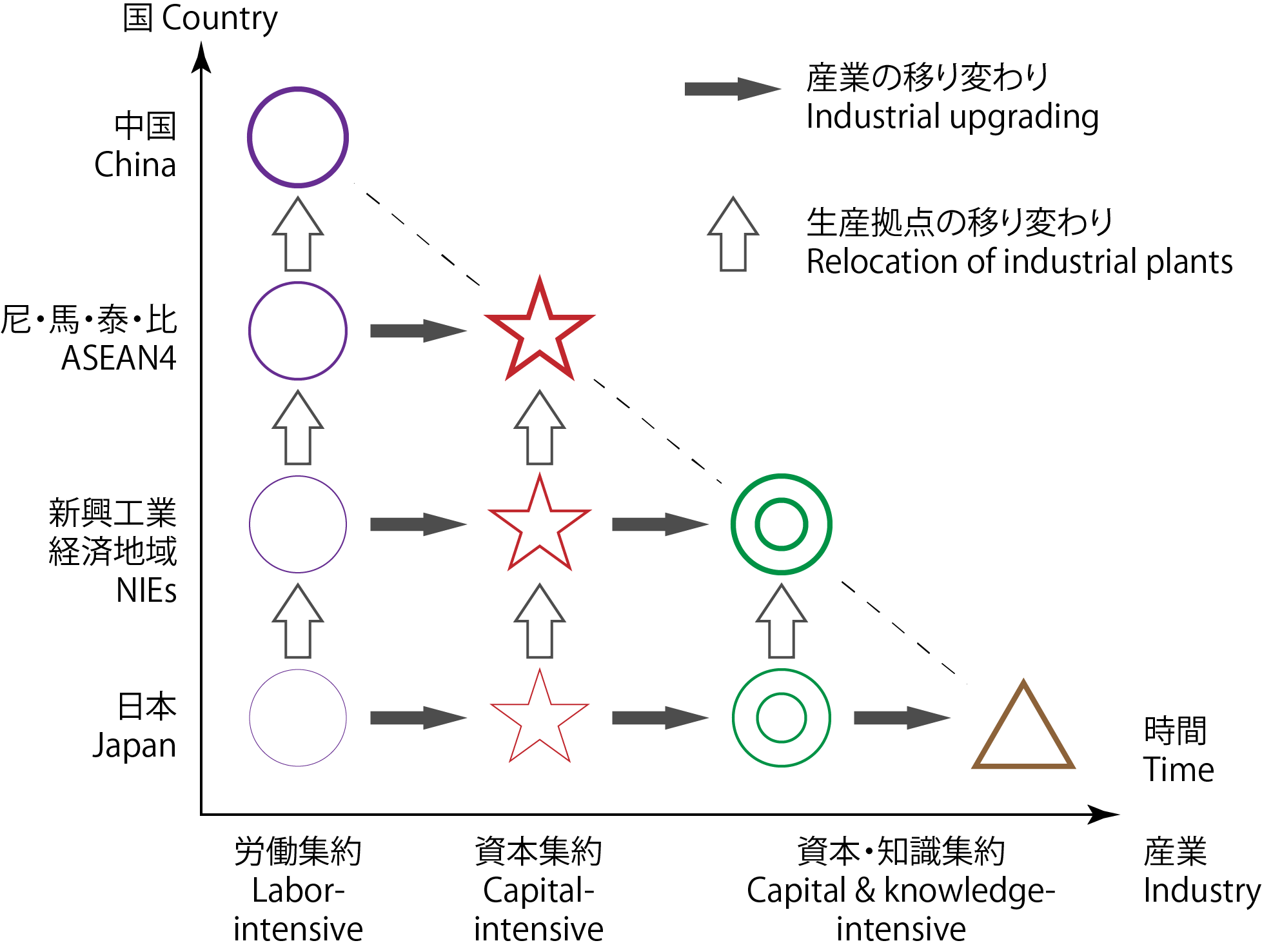
雁行形態論第2モデルの説明図

## 第3モデル
第3モデルは世界経済の雁行発展のモデル化である。
赤松による「世界経済の同質化と異質化」という洞察の精緻化である。後発国がキャッチアップをしている状態（世界経済の異質化）であれば、第1、第2モデルがうまく回り、先進国が新しい製品を生み出せずに後発国のキャッチアップが追いついてしまっている状態（世界経済の同質化）では第1、第2モデルはうまく回らない。
パクス・ブリタニカの時代においては、イギリスの技術革新による産業構造の著しい高度化・多様化にともない、世界経済が異質化したことで自由貿易の黄金時代が実現された。しかし、戦間期には世界経済は同質化し、世界恐慌、関税競争へとつながったと小島は説明し、世界経済の同質化を防ぐためには世界的に合意的な協業体制（目下のところ、アメリカ州、ヨーロッパ、アジア圏内での合意的な協業体制）の確立が必要不可欠だとしている。